# Balian od Ibelina
Balian od Ibelina (o. 1143-1193.) je bio istaknuti talijanski/francuski plemić aktivan u križarskom Jeruzalemskom kraljevstvu u 12. stoljeću. Mnogi su ga smatrali Talijanom, ali neki su ga držali za Francuza.

## Životopis

### Rani dani
Balian je bio najmlađi sin Barisana od Ibelina te brat Huga i Balduina. Njegov otac, vitez grofovije Jafa, bio je nagrađen gospodstvom nad posjedom Ibelin nakon pobune Huga II. od Le Puiseta. Barisan je oženio Helvisu od Ramale, nasljednicu bogatog posjeda Ramale. Balianovo ime također se pisalo Barisan, ali izgleda da je prihvatio ime (potvrđeno u Toskani i Liguriji) koje na starofrancuskom glasi „Balian“ oko 1175. – 76. Ponekad je bio znan i kao Balian Mlađi ili Balian II. s obzirom na to da mu je i otac bio poznat kao Balian. Također ga se zvalo Balian od Ramale ili Balian od Nablusa. U latinskom se ime pojavljuje u raznim inačicama: Balian, Barisan, Barisanus, Balianus, Balisan i Balisanus. Arapski izvori zovu ga Balian ibn Barzan što prevodimo kao „Balian, sin Barzana (Barisana)“. Točna godina njegova rođenja je nepoznata, ali je svakako dosegao dob punoljetnosti (u to vrijeme obično 15 godina starosti) godine 1158., kada se prvi puta spominje u poveljama, dok je kao mladić opisivan (infra annos) tijekom 1156.
Nakon smrti Balianova najstarijeg brata Huga o. 1169., zamak Ibelin prelazi u nasljedstvo sljedećem bratu, Balduinu. Balduin, želeći ostati gospodar Ramale, prepušta zamak Balianu. Balian je držao Ibelin kao vazal svojemu bratu i indirektno kao kraljev pod-vazal, od kojega je Balduin dobio Ramlu.

### Osporavano nasljeđivanje
Balduin je bio pristaša Rajmunda III. od Tripolija protiv Milona od Plancyja kao regenta kralja Balduina IV. tijekom 1174. godine, te su braća sudjelovala u bitki kod Montgisarda, predvodeći prethodnicu protiv najjače točke muslimanskih linija. Te godine, također, Balian ženi Mariju Komnenu, udovicu kralja Amalrika I. i postaje očuh njihovoj kćeri, princezi Izabeli. Dobiva gospodstvo nad Nablusom, što je bio miraz Mariji tijekom sklapanja njezina braka s Amalrikom. Godine 1179., Balduina zarobljava sultan Saladin (1174. – 1193.) nakon bitke kod Jakob Forda te Balian pomaže organizirati otkupninu za svoga brata pri čemu je novac konačno dao bizantski car Manuel I. Komnen (1143. – 1180.), Marijin moćni stric.
Godine 1183. Balian i Balduin podupiru Rajmunda protiv Gvida Lizinjanskog, muža jeruzalemske princeze Sibile od Jeruzalema i dosadašnjeg regenta kralja Balduina IV. (1174. – 1185.), koji je umirao od gube (leprozije). Kralj je svojeg petogodišnjeg nećaka Balduina od Montferrata okrunio kao su-kralja u pokušaju da se spriječi Gvida u njegovim nakanama da postane kralj. Nedugo prije svoje smrti u proljeće 1185. godine, Balduin IV. naređuje službeno krunjenje svojega nećaka u Crkvi Svetog groba. Baš je Balian osobno – posebice stasit čovjek – bio taj koji je nosio dijete Balduina V. na svojim ramenima tijekom ceremonije, naznačavajući podršku Izabeline obitelji njezinom nećaku. Nedugo zatim, osmogodišnji dječak postaje jedini kralj u Jeruzalemu. Kada i on, međutim, umre 1186., Balian i Marija, zajedno s Rajmundovom podrškom, ukazuju na Marijinu kćer Izabelu, tada oko 14. godina staru, kao kandidata za prijestolje. Međutim, njezin muž, Humfrid IV. od Torona, odbija krunu i Gvidu polaže prisegu vjernosti. Nato Balian nevoljko prilazi Gvidu, dok njegov brat odbija učiniti isto te odlazi u egzil u Antiohiju. Balduin zadužuje Baliana glede odgajanja svojega sina Tome, budućeg gospodara Ramale, koji nije otišao sa svojim ocem u Antiohiju.

### Osporavanje između Rajmunda i Gvida
Balian ostaje u kraljevstvu kao Gvidov savjetnik. Krajem 1186. godine, Saladin, sultan Egipta i Damaska, počinje prijetiti granicama Kraljevstva nakon što je Gvidov saveznik, Raynald od Châtillona, gospodar Transjordanije, bio napao muslimsku karavanu. Saladin je bio u savezništvu s posadom iz Tiberijade na sjeveru kraljevstva, teritorija koji je držao Rajmund III. Gvido okuplja svoju vojsku kod Nazareta, planirajući opsjedati Tiberijadu, ali se Balian nije slagao s time te umjesto toga predlaže da Gvido pošalje emisara/glasnika Rajmundu u Tripoli, nadajući se da će se njih dvojica izmiriti prije nego što Gvido poduzme neoprezan napad na Saladinovu moćniju vojsku. Prvo posredništvo završilo je neuspješno čime je situacija ostala nepromijenjena tijekom početnih mjeseci 1187. godine. Iza Uskrsa te godine, Balian, Gerard od Riderforta (Veliki meštar Vitezova templara), Roger des Moulins (Veliki meštar Vitezova hospitalaca), Reginald od Sidona i Joscius, nadbiskup iz Tira bili su poslali novoga emisara u Tripoli. Tijekom puta oni su se zaustavili na Balianovu lenu kod Nablusa, a Balian je planirao zaostati nakratko nakon što su ostali otišli naprijed. Dana 1. svibnja, templari i hospitalci bili su poraženi od strane Saladinova sina al-Afdala u bitki kod Cressona, dok je Balian još uvijek bio jedan dan iza, zaustavivši se kod Sebastea kako bi proslavio blagdan. Nakon što je prišao dvorcu La Fève, gdje su se utaborili templari i hospitalci, Balian uočava da je mjesto napušteno i uskoro do njega dopiru vijesti od nekolicine preživjelih o katastrofalnoj bitki. Do Rajmunda također dolaze vijesti o bitki nakon čega prima poslanstvo u Tiberijadi s kojim odlazi natrag u Jeruzalem.

### Bitka kod Hattina
Nakon što je al-Afdalovoj vojsci dopušten ulazak u Kraljevstvo s obzirom na njihovo savezništvo s Rajmundom, grof je sada zažalio zbog svojih akcija i miri se s Gvidom. Gvido sa svojom vojskom maršira na sjever i tabori se kod Sephorije, ali inzistira na marširanju kroz isušen i neplodan kraj kako bi oslobodio Tiberijadu. Vojska nije imala vode i uzastopno ju je napadala Saladinova vojska da bi napokon u srpnju bila opkoljena kod Hattinskog roga izvan Tiberijade. U bitki koja je uslijedila 4. srpnja 1187. godine, Balian i Joscelin III. od Edesse zapovijedali su zaštitnicom, ali je križarska vojska potpuno poražena. Anonimni tekst, De Expugnatione Terrae Sanctae per Saladinum Libellus tvrdi da su Balin, Rajmund i Reginald od Sidona napustili bojište tijekom bitke, gazeći pritom „kršćane, Turke i Križ“ – ali to se ne podudara s ostalim izvješćima, i odražava autorovo neprijateljstvo prema Poleinsima (Europljanima rođenim na Levantu).
Poraz je bio katastrofalan za Jeruzalemsko kraljevstvo. Kralj Gvido Lizinjanski je zarobljen i ubrzo svaki grad i dvorac padaju u Saladinove ruke. Balian, Rajmund, Reginald i Pagan od Haife nalazili su se među nekolicinom vodećih plemića kojima je uspio uzmak u Tir. Rajmund i Reginald uskoro su ostavljeni pripremati obranu svojih teritorija i Tir potpada pod vrhovništvo Konrada od Montferrata, strica kralja Balduina V., koji je pristigao nedugo nakon Hattina. Balian će zatim postati jedan od njegovih najbližih saveznika. Napuštajući Tir, Balian traži od Saladina dozvolu za povratak kroz njegove linije u Jeruzalem kako bi otpratio svoju ženu i djecu u Tripoli. Saladin to dopušta pod uvjetom da Balian napusti grad i položi prisegu da nikada neće podignuti vojsku protiv njega.

### Obrana Jeruzalema
Kad su Balian i njegova mala grupa vitezova pristigli u grad, stanovnici su ih preklinjali da ostanu i patrijarh Heraklije odrješuje Baliana zakletve prema Saladinu tvrdeći da su obveze prema kršćanstvu veće od zakletve dane ne-kršćaninu. Balianu je dodijeljenao da predvodi obranu grada, ali on uviđa da se tamo nalazila tek nekolicina drugih vitezova, tako da je unovačio 60 novih vitezova iz redova građana. Izgleda da kraljica Izabela nije odigrala neku ključniju ulogu u obrani i zakletve su prisegnute Balianu kao gospodaru. Zajedno s Heraklijem, on se pripremio za neizbježnu opsadu skladišteći hranu i novac. Saladin je uistinu došao u rujnu kako bi opsjedao grad, nakon što je osvojio gotovo čitav ostatak kraljevstva, uključujući Ibelin, Nablus, Ramalu i Aškelon. Sultan nije osjećao nikakvu srdžbu prema Balianu jer je prekršio prisegu prema njemu, te pristaje propustiti Mariju i njezinu djecu u Tripoli. Kao osoba s najvišim rangom u Jeruzalemu, Balian, kao što je ibn-Athir napisao, bio je u muslimanskim očima protivnik koji je imao rang „manje ili više jednak onomu jednoga kralja“.
Saladinu uspijeva porušiti dijelove zida, ali nije bio u stanju ući u grad. Balian je potom izjahao van zidina kao bi se susreo sa sultanom, izvješćujući ga da će branitelji radije ubiti jedni druge i razoriti grad nego dopustiti njegovo osvajanje. Nakon pregovora, odlučeno je da grad može biti predan mirnim putem i da će Saladin osloboditi 7.000 ljudi za 30.000 bizantskih zlatnika; dvjema ženama ili desetero djece bit će dozvoljeno da uzmu mjesto jednog muškarca za istu cijenu. Balian je 2. listopada predao ključeve Davidove kule (citadele). Uslijedio je pedesetodnevni period za isplatu i otkup. Oni koji nisu mogli platiti za svoju slobodu bili su pretvoreni u roblje. Saladin, ipak, oslobađa nekolicinu njih i dopušta starijm osobama da mirno izađu iz Jeruzalema, sprječavajući mogući masakr kakav se bio dogodio kada su križari osvojili grad 1099. godine. Balian i patrijarh Heraklije su se ponudili kao taoci u zamjenu za slobodu preostalih stanovnika Jeruzalema, ali Saladin odbija. Stanovnici kojima je dozvoljen slobodan izlazak iz grada marširali su u tri kolone. Balian i patrijarh su predvodili treću kolonu, koja je zadnja napustila grad, vjerojatno oko 20. studenog. Balian se potom susreo sa svojom ženom i djecom u Tripoliju.

### Balian u igrama oko prijestolja i Treći križarski rat
Pad Jeruzalema i smrt Sibile tijekom opsade Akre 1190. godine, doveli su do prepirki oko toga tko će zasjesti na prijestolje Jeruzalemskog kraljevstva. Balianova pastorka Izabela je sada postala zakonita kraljica, ali Gvido odbija prepustiti svoju titulu i Izabelin muž Humfrid – koji ju je napustio 1186. godine – ostaje mu lojalan. Ako je Izabela željela naslijediti kraljevstvo, trebala je politički prihvatljivog i vojno kompetentnog muža. Očiti kandidat bio je Konrad Montferratski, koji je također imao neka prava na titulu jeruzalemskog kralja kao stric Balduina V. Balian i Marija došli su do Izabele i pokušali su je uvjeriti da se razvede od muža. Još je bilo presudno: poništenje braka između Amalrika I. i Agneze od Courtenaya i bezuspješan pokušaj nagovora Sibile da se razvede od Gvida.
Izabelin brak opoziva Ubaldo Lanfranchi, nadbiskup Pise, koji je bio papin legat, i Filip od Dreuxa, biskup Beauvaisa. Biskup Beauvaisa tada ženi Izabelu s Konradom (što je bilo kontroverzno, s obzirom na to da je njegov brat bio oženjen s njezinom polusestrom i neizvjesno je da li se razveo od svoje žene Bizantinke). Spor oko nasljedstva odgođen je zbog odlaska Rikarda I. Engleskog (1189. – 1199.) i Filipa II. Francuskog (1180. – 1223.) u Treći križarski rat. Rikard je, naime, podržavao Gvida dok je Filip podupirao of njega starijeg očeva rođaka.
Uloga Baliana i Marije glede Izabelina razvoda te njihova potpora Konradu kao kralju donijela im je gorku mržnju Rikarda i njegovih pristaša. Ambroise, koji je dao poetski prikaz križarskih ratova, nazvao je Baliana „još prijetvornijim od goblina“ i ističe da je on „trebao biti progonjen psima“. Anonimni autor Itinerarium Peregrinorum et Gesta Regis Ricardi bilježi da je Balian bio član jednoga „vijeća potpune zlobe“ oko Konrada, optužujući ga za uzimanje Konradova mita i ističući o Mariji i Balianu kao paru sljedeće:“Stupivši u grčku prljavštinu iz kolijevke, ona je imala muža čiji moral je bio izjednačen s njezinim: on je bio okrutan, ona je bila bezbožna; on je bio hirovit, ona je bila povodljiva; on je bio bez vjere, ona nepoštena“.
Dana 28. travnja 1192. godine, samo nekoliko dana nakon što je njegova vladavina bila potvrđena, Konrad biva ubijen u Tiru. Govorkalo se da je jedan od dvojice Hašašina odgovoran za ubojstvo bio ušao na Balianovo imanje u Tiru nekoliko mjeseci prethodno atentatu, pretvarajući da je sluga s ciljem da se prišulja svojoj žrtvi. Moguće je da su se i ostali slično infiltrirali na domaćinstva Reginalda od Sidona ili samog Konrada. Rikarda se naširoko sumnjičilo za umiješanost u ubojstvo. Izabela, očekujući svoje prvo dijete (Mariju od Montferrata), ženi se Henrikom II. od Šampanje samo nekoliko tjedana kasnije.
Balian postaje jedan od Henrikovih savjetnika i kasnije te godine (zajedno s Vilimom od Tiberije) predvodi zaštitnicu vojske Rikarda I. u bitki kod Jaffe. Kasnije pomaže u pregovorima koji su završili potpisivanjem Mira u Ramali između Rikarda i Saladina, čime je završena križarska vojna. Prema ugovoru, Ibelin je potpao pod Saladinovu kontrolu, ali mnoga mjesta uzduž obale koja su bila ponovno osvojena tijekom križarske vojne ostala su pod kršćanskim nadzorom. Nakon Rikardova odlaska iz Svete zemlje, Saladin je Balianu kao kompenzaciju dao dvorac Caymont i pet obližnjih mjesta izvan Akre.

### Nasljednici
Balian umire 1193. godine, u ranim pedesetima. S Marijom je imao četvero djece:
•Helvisu od Ibelina, koja se udala za (1) Reginalda od Sidona; (2) Guya od Montforta.
•Ivana od Ibelina, Gospodara Bejruta i čuvara Jeruzalema, te regenta svoje nećakinje Marije od Montferrata, kraljice Jeruzalema. On se oženio (1) Helvisom od Nephina; (2) Melisandom od Arsufa.
•Margaretu, koja se udala za (1) Huga od Saint-Omera (pastorak Rajmunda III. od Tripolija); (2) Valtera od Cezareje.
•Filipa od Ibelina, regenta Cipra, koji se oženio Alicom od Montbélliarda iz čijeg se braka rodio Ivan od Ibelina, grof Jaffe i Aškalona.
Balianov štitonoša Ernoul, koji se nalazio s njim tijekom posjeta Tripoliju 1187., napisao je dijelove starofrancuskog nastavka latinske kronike autora Williama od Tira (William je umro 1186., prije pada Jeruzalema). Iako ta obitelj koja se spominje u manuskriptu sada često nosi njegovo ime, njegov rad je sačuvan samo u fragmentima, uglavnom opisujući razdoblje 1186. – 88., s velikom pristranošću u korist obitelji Ibelin.
U 13. stoljeću Balian ostaje često ime u obitelji Ibelin. Balian, Gospodar Beiruta, sin Ivana i unuk Baliana od Ibelina, nasljeđuje svojega oca kao gospodar Bejruta 1236. godine. Brat Baliana od Bejruta, također imena Ivan, imao je sina imena Balian; taj Balian bio je gospodar Arsufa i oženio je Plaisanceu od Antiohije.
Ime također preuzima obitelj Greniers od Sidona, a Balianova kćer Helvisa i Reginald od Sidona imenuju svojega sina po najslavnijem pripadniku obitelji Ibelin, Balianu.

## Balian u fikciji
Balian se pojavljuje u dječjoj noveli Knight Crusader („Vitez križar“, 1954.) Ronalda Welcha kao debeo, sredovječni barun. On je simpatični glavni lik u dvjema novelama britanskog autora Grahama Shelbyja o Outreemeru, The Knights of Dark Renown („Vitezovi tamne slave“, 1969.) i njihovu nastavku The Kings of Vain Intent („Kraljevi ispraznih nakana“, 1970.). Međutim, u prvim knjigama građa novela se temeljila na zastarjelim istraživanjima. U nastavku, Balian i Marija su opisani na način da ih je izmanipulirao Konrad, kojega Shelby (bez autentičnih povijesnih dokaza) portretira kao jednog đavoljeg sadista, a oni postaju njegovi neprijatelji. Shelby čak prikazuje Baliana koji govori Konradu da ga je mogao ubiti da je to želio, iako svi povijesni izvori ukazuju da su živjeli kao bliski prijatelji i saveznici. Balian je, također, opisan u radu Alana Gordona, The Window of Jerusalem („Prozor Jeruzalema“, 2003.), kao mudri savjetnik Konrada i Izabele. U knjizi Pagan Crusade („Poganska vojna“) autorice Catherine Jinks, Balian je prikazan kao zreli čovjek kojega obožavaju kao vrhunskog vojnog zapovjednika i osjećajnog čovjeka.
Fikcionalizirana verzija Balianova života kao glavnog lika filma ''Kingdom of Heaven'' („Kraljevstvo nebesko, 2005.), kojeg igra Orlando Bloom, prikazuje toga srednjovjekovnog plemića kao mladoga čovjeka s dubokim osjećajem glede pitanja vjere i socijalnih stremljenja. U filmu, Balianov otac, izmišljeni lik imena barun Godfrey od Ibelina (kojega glumi Liam Neeson), vraća se u Europu kako bi pronašao Baliana, svojeg vanbračnog sina, koji je kovač u Francuskoj i nagovara ga da s njim krene u Svetu zemlju kao njegov nasljednik. U filmu je Balian prikazan u ljubavnoj aferi sa Sibilom (to je vjerojatno preuzeto iz Old French Continuation of William of Tyre glede njezina odnosa s Balduinom). Film prikazuje Baliana kao usamljenog zapovjednika Jeruzalema i umjesto da radi u bliskom savezništvu s patrijarhom Heraklijem, Balian je sada njegov rival. Nadalje, u filmu se Balian vraća u Francusku (sa Sibilom) gdje susreće Rikarda I. od Engleske, koji putuje u Svetu zemlju i postavlja mu pitanje je li on Balian, branitelj Jeruzalema, na što Balian odgovara da je on samo kovač. Nakon nekog vremena Balian i Sibila viđeni su kako jašu u suprotnom smjeru.
Balian kao književni lik pojavljuje se u knjizi Jana Guilloua The Knight Templar  (“Vitez Templar“, Znanje, 2012.), drugoj knjizi trilogije o Arnu.